# Christophe Tartari
Christophe Tartari (né le 3 décembre 1984 à Grenoble en France) est un ancien joueur professionnel de hockey sur glace, ayant passé toute sa carrière dans le club de sa ville natale, les Brûleurs de Loups.
Il est le frère cadet de Stéphan, joueur professionnel de hockey des années 1990,.

## Carrière

### Carrière en club
Il commence sa carrière en jouant pour sa ville natale dans le Super 16 français pour les Brûleurs de Loups. Attaquant de formation, il joue cette première saison professionnelle en tant que défenseur, appelé à la dernière minute pour remplacer Vincent Leoty. Il n'est pas utilisé à temps complet mais se contente de remplacement lors d'une dizaine de matchs. Il inscrit tout de même un but lors de son premier match.
Il est titularisé dans l'équipe pour la saison suivante et va prendre le titre de meilleur espoir à Pierre-Édouard Bellemare, joueur des Dragons de Rouen de 1985. Il remporte ainsi le trophée Jean-Pierre-Graff et Bellemare devra attendre encore une saison pour soulever le trophée. En 2006-2007, il aide son équipe à remporter sa cinquième Coupe Magnus de champion de France. Il remporte en 2008 et 2009 la Coupe de France de hockey dans le Palais omnisports de Paris-Bercy. Il est nommé capitaine des Brûleurs de Loups lors de la saison 2009-2010.
Il y jouera jusqu'en 2022, mettant un terme à sa carrière en remportant la Coupe Magnus cette saison-là.

### Carrière internationale
Il représente la France lors du championnat du monde junior 2004. L'équipe joue alors en division 1 (second échelon de la hiérarchie mondiale) et il aide son équipe à finir à la troisième place. Il inscrit le premier but français de la compétition contre l'Estonie.

## Trophées et honneurs personnels
- 2010 : sélectionné dans l'équipe étoile des joueurs français du Championnat de France de hockey sur glace.

## Statistiques
Pour les significations des abréviations, voir Statistiques du hockey sur glace.

### Statistiques en club
| Saison    | Équipe                        | Ligue        |    | Saison régulière | Saison régulière | Saison régulière | Saison régulière | Saison régulière |   | Séries éliminatoires | Séries éliminatoires | Séries éliminatoires | Séries éliminatoires | Séries éliminatoires |
| Saison    | Équipe                        | Ligue        | PJ | B                | A                | Pts              | Pun              | PJ               | B | A                    | Pts                  | Pun                  |                      |                      |
| 2002-2003 | Brûleurs de loups de Grenoble | Super 16     | 12 | 1                | 1                | 2                | 2                |                  |   |                      |                      |                      |                      |                      |
| 2003-2004 | Brûleurs de loups de Grenoble | Super 16     | 26 | 6                | 4                | 10               | 10               | 8                | 1 | 3                    | 4                    | 2                    |                      |                      |
| 2004-2005 | Brûleurs de loups de Grenoble | Ligue Magnus | 24 | 8                | 2                | 10               | 28               | 12               | 1 | 2                    | 3                    | 6                    |                      |                      |
| 2005-2006 | Brûleurs de loups de Grenoble | Ligue Magnus | 20 | 3                | 4                | 7                | 10               | 7                | 1 | 0                    | 1                    | 6                    |                      |                      |
| 2006-2007 | Brûleurs de loups de Grenoble | Ligue Magnus | 26 | 5                | 6                | 11               | 12               | 11               | 1 | 1                    | 2                    | 4                    |                      |                      |
| 2007-2008 | Brûleurs de loups de Grenoble | Ligue Magnus | 24 | 6                | 10               | 16               | 15               |                  |   |                      |                      |                      |                      |                      |
| 2008-2009 | Brûleurs de loups de Grenoble | Ligue Magnus | 25 | 5                | 10               | 15               | 22               | 11               | 2 | 1                    | 3                    | 14                   |                      |                      |
| 2009-2010 | Brûleurs de loups de Grenoble | Ligue Magnus | 26 | 9                | 31               | 40               | 24               | 9                | 0 | 4                    | 4                    | 4                    |                      |                      |
| 2010-2011 | Brûleurs de loups de Grenoble | Ligue Magnus | 26 | 6                | 12               | 18               | 63               | 2                | 0 | 0                    | 0                    | 4                    |                      |                      |
| 2011-2012 | Brûleurs de loups de Grenoble | Ligue Magnus | 26 | 7                | 10               | 17               | 50               | 20               | 3 | 11                   | 14                   | 49                   |                      |                      |
| 2012-2013 | Brûleurs de loups de Grenoble | Ligue Magnus | 26 | 7                | 11               | 18               | 49               | 8                | 3 | 3                    | 6                    | 14                   |                      |                      |
| 2013-2014 | Brûleurs de loups de Grenoble | Ligue Magnus | 8  | 3                | 3                | 6                | 2                | 5                | 0 | 2                    | 2                    | 4                    |                      |                      |
| 2014-2015 | Brûleurs de loups de Grenoble | Ligue Magnus | 25 | 1                | 9                | 10               | 10               | 5                | 1 | 1                    | 2                    | 2                    |                      |                      |
| 2015-2016 | Brûleurs de loups de Grenoble | Ligue Magnus | 26 | 4                | 17               | 21               | 16               | 5                | 0 | 2                    | 2                    | 0                    |                      |                      |
| 2016-2017 | Brûleurs de loups de Grenoble | Ligue Magnus | 42 | 11               | 9                | 20               | 26               | 12               | 1 | 2                    | 3                    | 6                    |                      |                      |
| 2017-2018 | Brûleurs de loups de Grenoble | Ligue Magnus | 37 | 7                | 10               | 17               | 26               | 17               | 0 | 8                    | 8                    | 10                   |                      |                      |
| 2018-2019 | Brûleurs de loups de Grenoble | Ligue Magnus | 43 | 5                | 29               | 34               | 24               | 14               | 1 | 4                    | 5                    | 20                   |                      |                      |
| 2019-2020 | Brûleurs de loups de Grenoble | Ligue Magnus | 37 | 5                | 12               | 17               | 28               | 4                | 0 | 0                    | 0                    | 16                   |                      |                      |
| 2020-2021 | Brûleurs de loups de Grenoble | Ligue Magnus | 19 | 1                | 10               | 11               | 16               | -                | - | -                    | -                    | -                    |                      |                      |
| 2021-2022 | Brûleurs de loups de Grenoble | Ligue Magnus | 37 | 1                | 13               | 14               | 20               | 13               | 1 | 0                    | 1                    | 29                   |                      |                      |

### Statistiques en équipe nationale
| Année | Équipe | Compétition                    |   | PJ | B | A | Pts | Pun         |  | Résultat |
| 2004  | France | Championnat du monde junior D1 | 5 | 1  | 1 | 2 | 8   | 3e groupe A |  |          |